# Agaraeus distans
Agaraeus distans är en fjärilsart som beskrevs av W. Warren 1895. Agaraeus distans ingår i släktet Agaraeus och familjen mätare. Inga underarter finns listade i Catalogue of Life.